# Utriculofera utricularia
Utriculofera utricularia är en fjärilsart som beskrevs av Rothschild 1912. Utriculofera utricularia ingår i släktet Utriculofera och familjen björnspinnare. Inga underarter finns listade i Catalogue of Life.